# Escudo de San Vicente y las Granadinas
El escudo de armas de San Vicente y las Granadinas en su forma actual fue adoptado en 1979, a raíz de la independencia de las islas, concedido por la reina Isabel II, y es el mismo que se aprobó oficialmente el 29 de noviembre de 1912 con la adición de la cimera con la planta de algodón, el principal cultivo del país.
El motivo central con la representación mitológica de la Paz y la Justicia deriva de los primeros escudos coloniales de finales del siglo XIX.
Existe también una versión ampliada en la que el escudo y la cimera destacan sobre una hoja de árbol del pan.

## Blasonamiento
De argén, un pie de sinople. Resaltando sobre el todo dos mujeres vestidas de azur a la romana, la de la derecha sosteniendo una rama de olivo de sinople y la de la izquierda sosteniendo un plato de las balanzas de la justicia y arrodillada ante un altar de oro situado entre ambas.
Abajo, una cinta con el lema nacional en latín: PAX ET JUSTITIA (Paz y Justicia).
Como cimera, un burelete de azur, oro y sinople sumado de una planta de algodón de sinople frutada de argén.

## Evolución histórica del escudo

Insignia de San Vicente y las Granadinas (1877-1907)
Insignia de San Vicente y las Granadinas (1907-1979)
Gran escudo de armas de San Vicente y las Granadinas
Escudo de armas del Gobierno de San Vicente y las Granadinas